# Lucie Kovaříková
Atak Lucie Jonová, roz. Kovaříková (* 11. dubna 1972) je česká cyklistka a cestovatelka.
První Češka, která na kole objela svět. Společně s Michalem Jonem objela na horském kole zeměkouli. Cesta trvala tři roky (1. května 2002 – 1. května 2005), najeli 68 175 km, projeli 34 zemí a navštívili všechny kontinenty včetně Antarktidy. Je zapsána v České knize rekordů. Na všech svých cyklovýpravách (tj. pouze na cestách s brašnami) v letech 1994-2015 našlapala v 51 zemích světa všech kontinentů přes 132 000 km. Společně s Michalem Jonem je autorkou sedmi cestopisných knih – tetralogie z cesty kolem světa S Luckou a Michalem kolem zeměkoule (Z Čech až do Země vycházejícího slunce, Pod oblohou Jižního kříže, Přes ledové království do zeleného pekla, Od vlků a slonů…hurá domů!), Na hliníkovém oři Divokým západem, Z útulku až k moři a Cyklostezky Evropy. Kromě autorství knih a publikování článků patří mezi další její činnosti průvodcování cyklozájezdů pro přední české cestovní kanceláře, prezentování cest formou besed s promítáním pro školy i širokou veřejnost a překládání cizojazyčných průvodců do češtiny. Je zakladatelkou projektu Cyklofest – festivalu cyklistiky, který každoročně zahrnuje cyklocestovatelské festivaly Cyklofest a Cyklofest Plus i pořádání víkendového srazu Jarní Cyklofest. V květnu 2012 se provdala za dlouholetého partnera Michala Jona.